# Плезент Плејнс (Илиноис)
Плезент Плејнс (енгл. Pleasant Plains) град је у америчкој савезној држави Илиноис.

## Демографија
По попису из 2010. године број становника је 802, што је 25 (3,2%) становника више него 2000. године.
| Група             | 2000.       | 2010.       |
| Белци             | 765 (98,5%) | 776 (96,8%) |
| Афроамериканци    | 2 (0,3%)    | 4 (0,5%)    |
| Азијати           | 3 (0,4%)    | 3 (0,4%)    |
| Хиспаноамериканци | 4 (0,5%)    | 7 (0,9%)    |
| Укупно            | 777         | 802         |